# Vieux-Port de Cannes
Pour les articles homonymes, voir Port (homonymie) et Cannes (homonymie).
Le Vieux-Port de Cannes est un port de plaisance de la ville de Cannes, avec une capacité d'accueil de plus de 800 places d'amarrage et situé sur la route du bord de mer de la Côte d'Azur, dans les Alpes-Maritimes en Provence-Alpes-Côte d'Azur.

## Histoire
Ce port de pêche et de navigation de Cannes (Aegitna) de la baie de Cannes est fréquenté par les navigateurs depuis l'Antiquité (histoire de Cannes) avec, à proximité de la Via Julia Augusta de l'antiquité romaine, Antibes (Antipolis), Nice (Nikaïa), Monaco (Monoïkos), Fréjus (Forum Julii), et Marseille (Massalia, Vieux-Port de Marseille)...

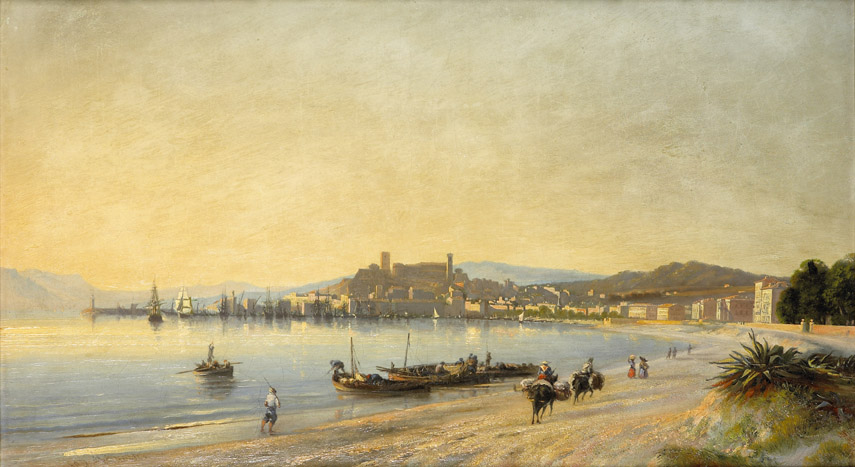
Le Suquet et son quai Saint-Pierre, par Adolphe Fioupou (1860)
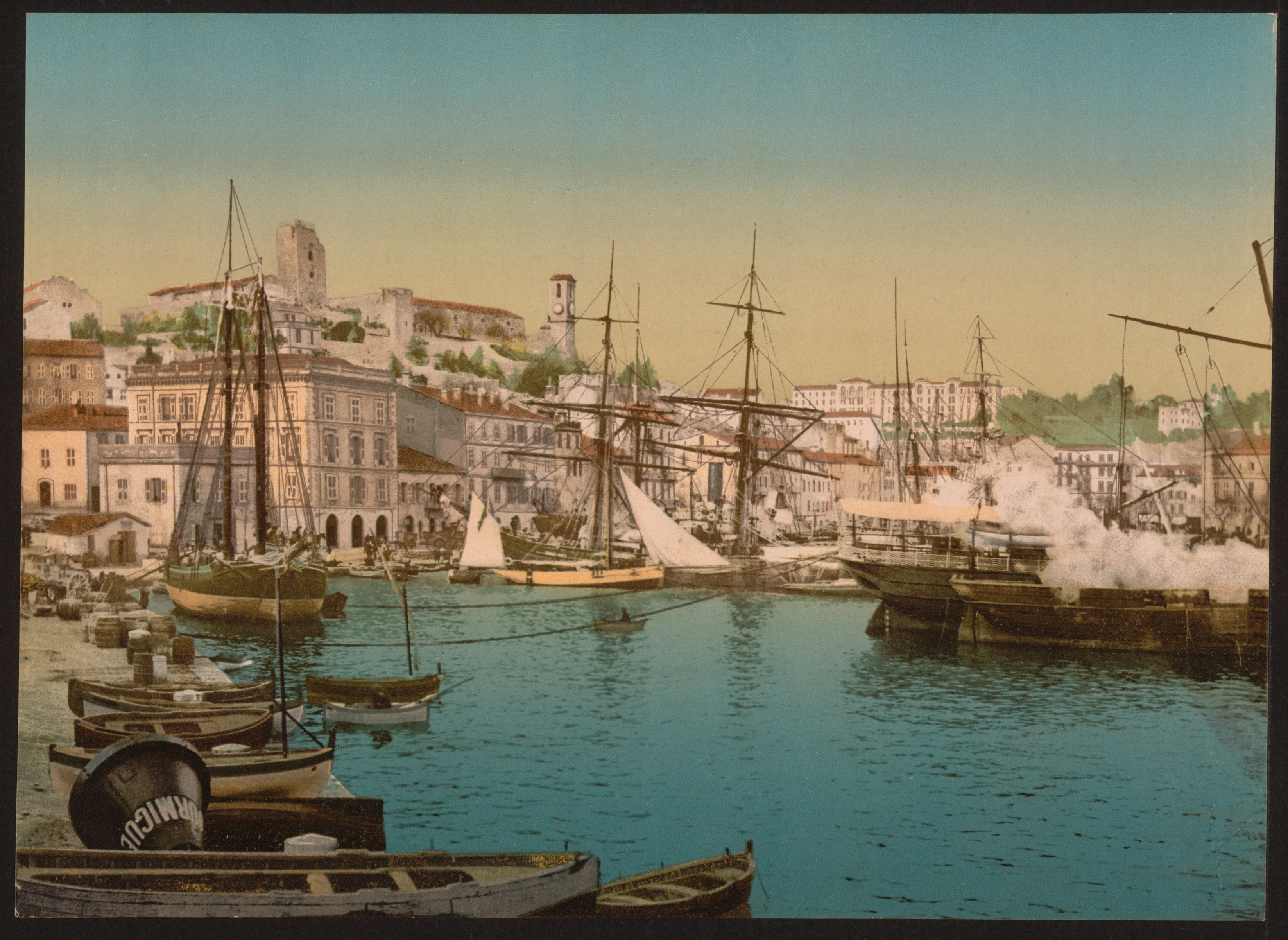
Port de commerce du quai Saint-Pierre, vers 1890

L'actuel quai Saint Pierre (inauguré en 1838) se situe sur sa partie historique la plus ancienne, le long et au pied de la colline du Suquet (le Mont-Chevalier) et de son bourg historique du Vieux Cannes, avec, au sommet, son château du Suquet (construit sur l'emplacement de l'ancien Castellum Marcellini), qui domine à 360° l’arrière pays, la ville, le Vieux-Port, la baie de Cannes, et les îles de Lérins au large.

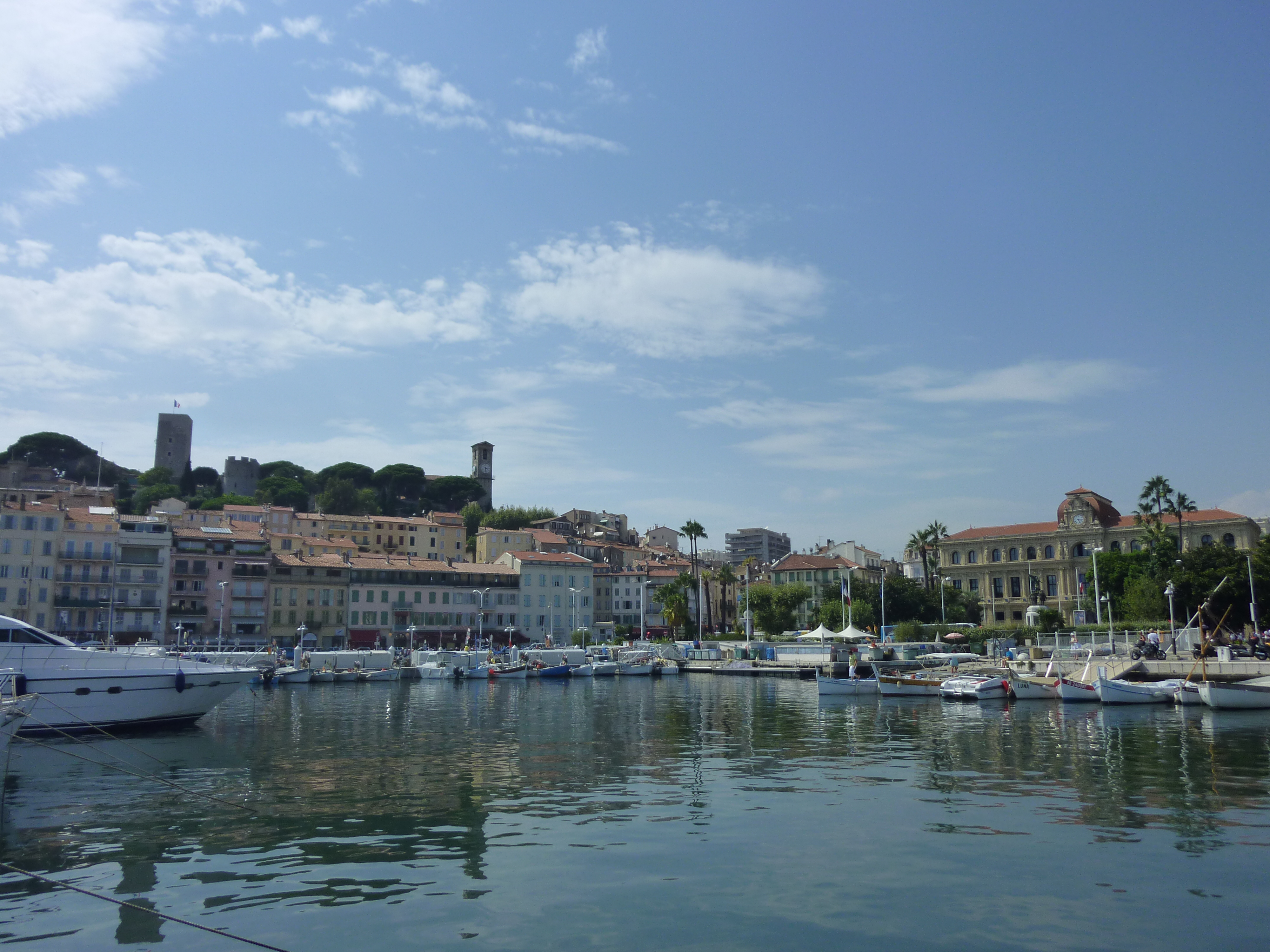
Suquet, château du Suquet, et hôtel de ville
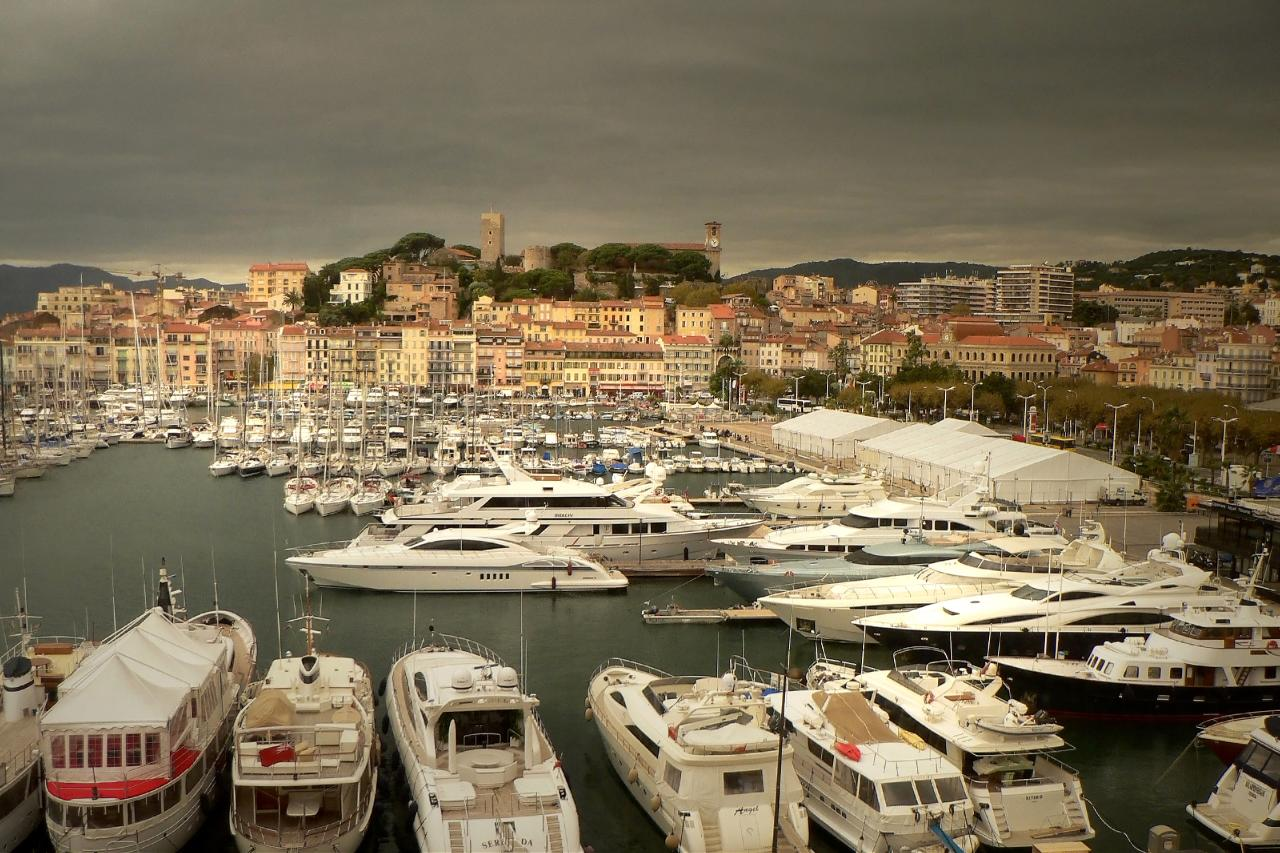
Vue partielle du Vieux-Port depuis le palais des festivals

Le port fait régulièrement l'objet de travaux d'agrandissement. Il s'étend à ce jour sur 23 hectares (dont 15 hectares de plan d'eau) entre le quai Saint-Pierre, le Suquet et son château du Suquet, la promenade de la Pantiero, l'hôtel de ville de Cannes, et la jetée Albert-Édouard du palais des festivals,.

## Capacité d'accueil
Le Vieux-Port est l'un des sites touristiques pittoresques de la ville, avec ses restaurants, cafés, commerces, et son palais des festivals. Ce port de plaisance a une capacité de plus de 700 places d'amarrage à laquelle il faut ajouter 100 places pour les super-yachts pouvant atteindre une longueur maximale de 140 mètres. Son activité historique traditionnelle de port de pêche et de village de pêcheurs subsiste avec la présence de quelques embarcations de type pointu. Le port Pierre-Canto, second port de plaisance de Cannes d'environ 530 places d'amarrage, inauguré en 1965, est situé à l’autre extrémité de La Croisette.

## Quelques lieux et monuments
- Le Suquet (le Mont-Chevalier)
- Château du Suquet (actuel musée des Explorations du monde)
- Quai Saint-Pierre
- Promenade de la Pantiero (avec l'hôtel de ville de Cannes)
- Palais des festivals, sur l'emplacement de l'ancien Casino municipal de Cannes
- La Croisette

## Quelques événements
Le Vieux-Port est un lieu qui accueille des événements annuels comme les festivals de musique, les expositions d'art ou les régates :
- Le Cannes Yachting Festival
- Les Régates Royales de Cannes[8]
- Le Festival international du film de Cannes (palais des festivals)